# مدع
المدعي هو كبير الممثلين القانونيين للادعاء في البلدان التي تعتمد إما القانون الشائع أو نظام المغارمة أو نظام التمحيص ويتولى المدعي في القانون الجنائي المرافعة أمام سلطة القضاء وعرض حيثيات القضية أمام هيئة المحلفين في مقابل الدفاع.

## المدّعي بصفته مهنيًا قانونيًا
يكون المدّعون عادة محامين حاصلين على شهادة في القانون، ويُعترف بهم بصفتهم مهنيين قانونيين لائقين من قبل المحكمة التي يعملون فيها. قد يعني هذا الأمر أنهم قُبلوا في نقابة المحامين أو حصلوا على مؤهل موازٍ عند توفره - مثل المحامي الوكيل في إنجلترا وويلز.
ينضم المدعون إلى القضية الجنائية عند تحديد المشتبه بهم والحاجة إلى توجيه الاتهامات. يُوظَفهم مكتب تابع للحكومة، مع وجود تدابير احترازية لضمان قدرة هذا المكتب على توجيه الادعاء على المسؤولين الحكوميين بنجاح. توجد مكاتب متعددة في بلد واحد، خاصة البلدان ذات الحكومات الفيدرالية حيث تكون السلطة مقسومة أو لامركزية بطريقة ما.
المدّعون مدعومون بسلطة الدولة، لذا يخضعون لقواعد خاصة للمسؤولية المهنية بالإضافة إلى تلك التي تُلزم جميع المحامين. فمثلًا، في الولايات المتحدة، تتطلب القاعدة 3.8 من القواعد النموذجية للسلوك المهني لنقابة المحامين الأمريكية من المدّعين «الإفصاح للدفاع عن جميع الأدلة أو المعلومات، التي تميل إلى نفي إدانة المتَهم أو التخفيف من الجريمة، في حينها». لا تتبنى جميع الولايات الأمريكية القواعد النموذجية. مع ذلك، قضت قضايا المحكمة العليا الأمريكية وغيرها من قضايا الاستئناف بأن هذا الإفصاح مطلوب. تأتي المصادر النموذجية للمتطلبات الأخلاقية المفروضة على المدّعين من آراء محكمة الاستئناف وقواعد محكمة الولاية أو المحكمة الفيدرالية وقوانين الولاية أو القوانين الفيدرالية (القوانين المدوّنة).

### مديرو الادعاء العام
يُعرف رئيس سلطة الادعاء باسم مدير الادعاء العام في كل من أستراليا وكندا وإنجلترا وويلز وكينيا وهونغ كونغ وأيرلندا الشمالية وجمهورية أيرلندا وترينيداد وتوباغو وغيانا وجنوب أفريقيا، ولا يُنتخب بل يُعيّن. يمكن أن يخضع مدير الادعاء العام لدرجات متفاوتة من الرقابة من قبل النائب العام، من خلال توجيه كتابي رسمي يجب نشره.
تفتتح مكاتب مدير الادعاء العام في أستراليا توجيه الادعاءات بشأن الجرائم التي توجب توجيه لوائح اتهام نيابة عن التاج. على الأقل في المسائل الخطيرة جدًا، ستطلب الشرطة من مدير الادعاء العام، في أثناء التحقيق، إسداء المشورة إليها بشأن كفاية الأدلة، وقد يُطلب منه أيضًا إعداد طلب إلى المحكمة المختصة للحصول على أوامر تفتيش أو لوضع جهاز تنصت أو لاعتراض الاتصالات السلكية واللاسلكية.
تميل الدساتير الأكثر حداثة، مثل دستور جنوب أفريقيا، إلى ضمان استقلال ونزاهة مدير الادعاء العام.

## الولايات القضائية للقانون العام

### أستراليا
توجد أنواع قليلة مميزة من المدّعين في أستراليا. يكون المدّعون في القضايا الجنائية البسيطة في المحاكم الدنيا رقباء شرطة حاصلين على تدريب في الادعاء والمحاماة مدته عام واحد تقريبًا، حتى لو كانوا حاصلين على شهادات في القانون. يكون المدّعون الملكيون دائمًا محامين، وعادة ما يكونون محامين بالقضاء العالي، ويمثلون الدولة أو الكومنولث في القضايا الجنائية الخطيرة في المحاكم العليا محاكم المقاطعات وما يعلوها. بصرف النظر عن مدّعي الشرطة والمدّعين الملكيين، تتمتع الوكالات الحكومية بسلطة تعيين غير المحامين للادعاء نيابة عنهم، مثل مفتشي الجمعية الملكية لمنع القسوة على الحيوانات.

### كندا
يُطلق على المدّعين العامين في معظم المقاطعات في كندا اسم المحامي الملكي أو المستشار الملكي. يُعينهم عادةً المدعي العام الإقليمي.

### إنجلترا وويلز
مشهد الادعاء في إنجلترا وويلز متنوع للغاية، ما يعني أن «المّدعي» يمكن أن يشير إلى عدد من الأفراد والأدوار المختلفة.

#### أنواع المدّعين
المدّعي الرئيسي في الولاية القضائية هو دائرة الادعاء الملكية التي يقودها مدير الادعاء العام. توجه دائرة الادعاء الملكية الادعاءات نيابة عن التاج وتمضي قدمًا أيضًا في الادعاءات الناشئة عن تحقيقات الشرطة. على الرغم من أن مدير الادعاء العام ينبغي أن يكون محاميًا مؤهلًا تأهيلًا مناسبًا بموجب المادة 71 من قانون المحاكم والخدمات القانونية لعام 1990، لا يتولى مديرو الادعاء العام القضايا بأنفسهم بل يؤدون عوضًا عن ذلك دورًا إداريًا وقياديًا. وفي حين أنه يمكن الإشارة إلى مدير الادعاء العام على أنه «مدّعٍ»، إلا أن الفرد الذي يتولى هذا الدور لن يرفع أي قضايا إلى المحكمة. يُعين مدير الادعاء العام من قبل النائب العام، ويتمتع النائب العام أيضًا بسلطة إشرافية بوصفه «راعيًا» لدائرة الادعاء الملكية، ومع ذلك، فإن دائرة الادعاء الملكية هيئة مستقلة ولا يمكن للنائب العام إدارة توجيه ادعاءات معينة. خلافًا لما يحدث في الولايات المتحدة الأمريكية وغيرها من الولايات القضائية، فإن النائب العام ليس مدّعيًا في إنجلترا وويلز. إنما الدور عبارة عن مكتب سياسي لكبير المستشارين القانونيين للسلطة التنفيذية.
المدّعون الملكيون محامون يعملون لصالح دائرة الادعاء الملكية. وهم مسؤولون عن إجراء الأبحاث وتقديم المشورة في تحقيقات الشرطة وإعداد القضايا للمحاكمة وأحيانًا عرض القضية خلال المحاكمة. يمكن أيضًا الإشارة إلى هؤلاء المحامين باسم «المدّعين». هناك عدد من الهيئات الأخرى التي تتمتع بسلطة توجيه الادعاءات في إنجلترا وويلز منها مكتب مكافحة جرائم الاحتيال الخطيرة وهيئة ادعاء جهاز الشرطة وهيئة الرقابة المالية. يمكن تسمية هذه المنظمات وممثليها القانونيين «بالمدّعين». وينطبق الأمر نفسه على أي شخص أو منظمة أو من يمثلهما في أثناء المقاضاة الخاصة.
أخيرًا، عندما تُرفع القضايا إلى المحاكمة، يجوز لمحام بالقضاء العالي أو محام يتمتع بحقوق مرافعة أعلى، أن يعرض القضية على حاكم صلح أو قاض أو هيئة محلفين. في هذه الحالات، يشير «المدّعي» إلى المحامي الذي يدير القضية في أثناء المحاكمة. في معظم الجرائم الخطيرة، تصدر دائرة الادعاء الملكية أو غيرها من سلطات الادعاء تعليمات إلى محام بالقضاء العالي لتمثيلها. في الحالات الأكثر خطورة، قد يكون هذا الشخص مستشارًا ملكيًا وقد يعمل محامو القضاء العالي في فرق مع قائد يوجه «المبتدئين». خلافًا لما يحدث في الولايات المتحدة، سيعمل هؤلاء المحامون بالقضاء العالي المدّعون على كل حالة على حدة، وبالتالي قد يشاركون أيضًا في أعمال الدفاع - ولن يوظَفوا لتنفيذ الادعاء فقط.

#### نهج دائرة الادعاء الملكية إزاء توجيه الادعاءات
المدّعون الملكيون ملزمون بميثاق سلوك صارم، يُعرف باسم قانون المدّعين الملكيين، الذي يحكم كيفية توجيه الاتهام في القضايا وإجراء المحاكمات. تُساند مجموعة من السياسات الأخرى هذا القانون الأساسي، وأبرزها إرشادات المدير بشأن الاتهام. المرحلة الأولى في الادعاء في قضية هي اتخاذ قرار بتوجيه الاتهام إلى المشتبه به - وهذه العملية هي التي تبدأ الادعاء. تتمتع دائرة الادعاء الملكية بسلطة تقرير فيما إذا كان الشخص متهمًا في جميع الجرائم، على الرغم من أنه يجوز للشرطة توجيه الاتهام في جميع الجرائم الجزائية والجرائم الهجينة عندما يكون هناك اعتراف متوقع بالذنب وتكون طبيعة الجريمة مناسبة للحكم عليها في محكمة الصلح.
ينبغي أن تُلبي الحيثيات اختبار القانون الكامل كي يُوجَه الاتهام. في بعض الحالات العاجلة، يمكن تطبيق اختبار عتبة أقل لتوجيه الاتهام بسرعة، ولكن يجب بعد ذلك تطبيق اختبار القانون الكامل في أقرب فرصة. يتكون اختبار القانون الكامل من مرحلتين، كلا الجزأين متساويان ويجب تلبيتهما قبل توجيه الادعاء.